# Roxinho
Roxinho (Peltogyne angustiflora ou Peltogyne spp.) é uma árvore da família Fabaceae do género Peltogyne, cujo interior é de cor roxa, madeira muito dura e de muita resistência. Divide-se em espécies e as mais conhecidas são Peltogyne spp natural da região da Amazônia e Peltogyne angustiflora natural da Mata Atlântica. Esta árvore fornece uma madeira muito utilizada em construções externas, caibros, vigas, carroceria, etc. O Roxinho pode chegar a 25 metros de altura.

## Outros nomes

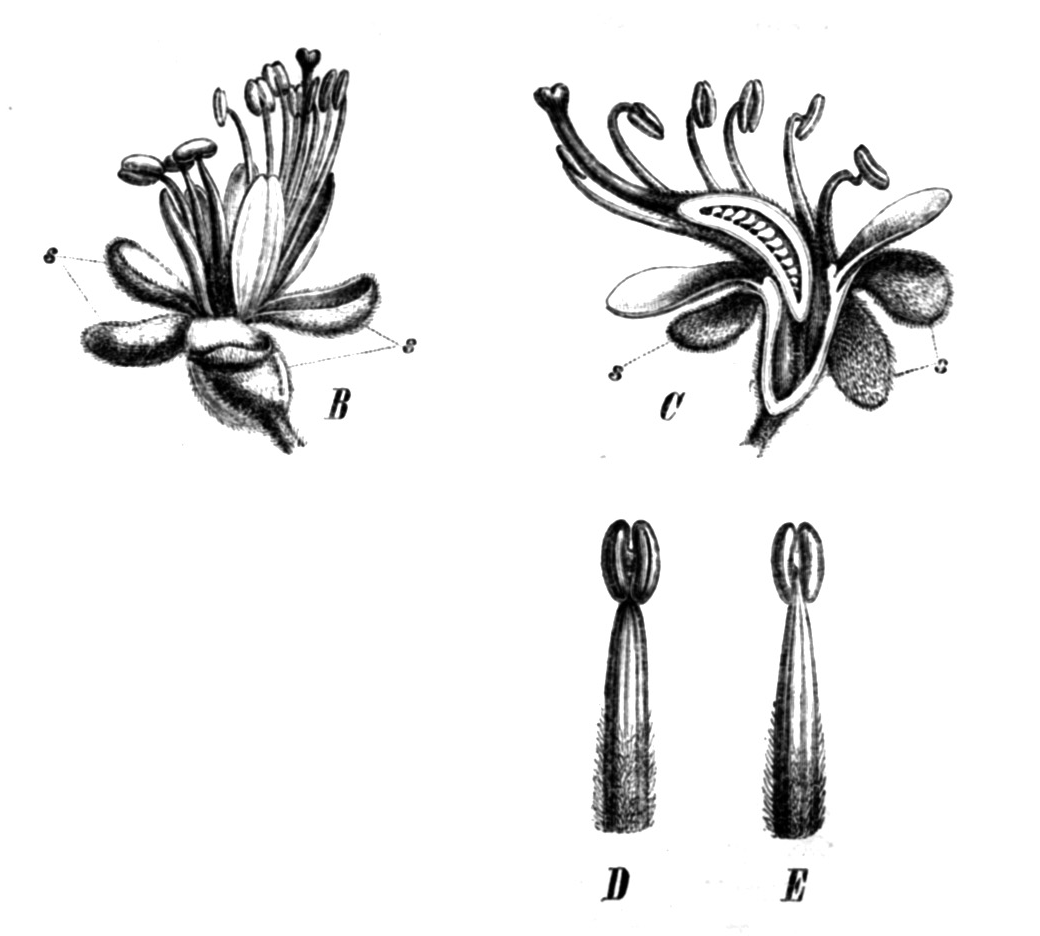

No Brasil o Roxinho também é conhecido como: roxin, amarante, coracin, coataquiçaua, guarabu, pau-roxo-da-terra-firme, violeta.